# Тери Ричардсън
Тери Ричардсън (на английски: Terry Richardson) е американски моден фотограф.

## Биография

### Произход и младежки години
Тери Ричардсън е роден на 14 август 1965 г. в Ню Йорк, щат Ню Йорк. Син е на актрисата Норма Каслър и модния фотограф Боб Ричардсън, който има шизофрения и е пристрастен към наркотици. След развода на родителите си, Тери се мести в Удсток, Ню Йорк, заедно с майка си и втория си баща Джаки Ломакс. Тери посещава гимназия в Холивуд, където по-късно започва да живее. Когато навършва 16, се мести в Охай, Калифорния, заедно с майка си и посещава гимназия „Нордхоф“. Ричардсън мечтае да стане пънк рок музикант, а не фотограф. Свири на бас китара в групата „The Invisible Government“ („Невидимото правителство“) четири години.

### Начало на кариерата
Норма Каслър му подарява първия му фотоапарат през 1982 г., който Тери използва да снима ежедневни кадри и фотоси от изпълненията на групата си. През 1992 г. Ричардсън спира да се занимава с музика и се мести в Ню Йорк, където става фотограф за частен партита. Това той описва като големия си пробив. Негови първи снимки в списание са публикувани в издание на „Vibe“ („Настроение“) през 1994 г. По-късно бива нает за заснемането на фотосесия за пролетната колекция на Катерина Хамнет през 1995 г. Снимките привличат вниманието на медията, поради младите момичета с къси поли и интимни косми, подаващи се от тях, на снимките.

## Музикални клипове
Тери Ричардсън е режисьор и на музикални клипове от 90-те години на 20 век. Сред най-известните му проекти са „XO“ на Beyonce, „Wrecking Ball“ на Miley Cyrus, „Do What U Want“ на Лейди Гага и Ар Кели (неиздадено) и „Hurricane“ на 30 Seconds To Mars.